# Жюстис (броненосец)
«Жюстис» (фр. La Justice) — третий корабль в серии французских эскадренных броненосцев типа «Демократи». «Жюстис», что переводится как справедливость, был заложен в апреле 1903 год, спущен на воду 27 октября 1904 года, достройка на плаву закончена в феврале 1908 года. Вступил в состав флота спустя год после революционного британского линкора Дредноут.
«Жюстис» был назначен на Средиземноморский флот. В сентябре 1909 корабль совершил поход в Соединенные Штаты. После начала Первой мировой войны в августе 1914, её назначили во 2-е соединение 2-го подразделения средиземноморского Флота. В начале войны «Жюстис» прикрывал конвои, шедшие из Северной Африки во Францию. Во время Первой мировой войны, «Жюстис» блокировал проливы Отранто и Дарданеллы, препятствуя выходу немецких, австро-венгерских и турецких военных кораблей в Средиземное море. Базировался в Корфу недалеко от побережья Греции, огневого контакта с кораблями противника не имел.
В начале 1919 года броненосец действовал в Чёрном море, участвовал в иностранной интервенции во время гражданской войны в России.
На корабле произошел бунт после того, как один из членов команду был убит, протестуя против вмешательства в гражданскую войну в России.
«Жюстис» была продана для разделки на металл в 1922.